# Harald von Rautenfeld
Harald Berens von Rautenfeld (* 23. September 1893 in Libau, Kurland; † 3. Juni 1975 in Loccum) war ein deutschbaltischer Aktivist, Journalist und Diplomat.

## Leben und Wirken
In seiner Jugend besuchte er das Gymnasium Libau. Anschließend studierte er von 1911 bis 1916 Landwirtschaft am Polytechnikum Riga und wurde Mitglied der Fraternitas Baltica. Von 1917 bis 1918 war er beim schwedischen Generalkonsulat in Moskau tätig.
Nach dem Ende des Ersten Weltkrieges ging Harald von Rautenfeld, der als zielstrebige und energische Persönlichkeit galt, als Verbindungsoffizier der Baltischen Landeswehr nach Stockholm, wo er bis 1920 blieb. Anschließend siedelte er ins Deutsche Reich über, wo er am 24. März 1926 eingebürgert wurde. Zu dieser Zeit begann Harald von Rautenfeld sich verstärkt in der Baltendeutschen Bewegung zu engagieren. Den Schwerpunkt seiner Tätigkeit legte er zunächst in den journalistischen Bereich, in dem er sich als Redakteur der Baltischen Blätter hervortat. Zugleich amtierte er als Generalbevollmächtigter des Baltischen Roten Kreuzes in Berlin.
Von 1923 bis 1930 war er Generalsekretär und anschließend von 1930 bis 1934 Referatsleiter bei der Baltischen Arbeitsgemeinschaft e.V. in Berlin, zu deren Präsidenten er 1934 gewählt wurde.
Am 7. Oktober 1940 trat Harald von Rautenfeld als wissenschaftlicher Hilfsarbeiter in das Auswärtige Amt ein, in dem er bis zum Ende des Zweiten Weltkrieges in der Informationsabteilung tätig war. Am 19. Januar 1943 wurde er außerdem zum Vertreter des Auswärtigen Amtes beim Reichskommissariat Ostland in Riga ernannt, wo er bis zum 6. August 1944 blieb.
Seit 1947 war Harald von Rautenfeld bei der Forschungsstelle der Evangelischen Akademie Hermannsburg tätig. Außerdem war er für zwei Jahre Vorsitzender der „Arbeitsgemeinschaft Kirchenreform“. Er war zudem Mitgründer der Baltischen Brüderschaft und des Brüderlichen Kreises.

## Herkunft und Familie
Harald stammte aus dem deutsch-baltischen Adelsgeschlecht Berens von Rautenfeld. Sein Vater war der Arzt Peter Berens von Rautenfeld (* 1858 in Buschhof; † 1920 in Libau), der mit Mathilde, einer geborenen Kapp verheiratet war.  Am 28. Oktober 1936 heiratete Harald von Rautenfeld Gertraud Schuller (* 1914). Aus der Ehe gingen der Sohn Dieter Harald (* 28. Februar 1938) und die Tochter Ellen Dorothea (* 27. Juni 1941) hervor.

## Archivarische Überlieferung
Ein Teilnachlass von Rautenfeld befindet sich im Landeskirchlichen Archiv in Hannover. Ein weiterer Nachlass mit 43 Akten liegt im Sonderarchiv Moskau (Fonds 1484).
Im Politischen Archiv des Auswärtigen Amtes haben sich zwei Personalakten zu Rautenfeld erhalten (P 11828 und 11829).